# Trematopygus micrator
Trematopygus micrator là một loài tò vò trong họ Ichneumonidae.